# Radarbasis Blindschleiche

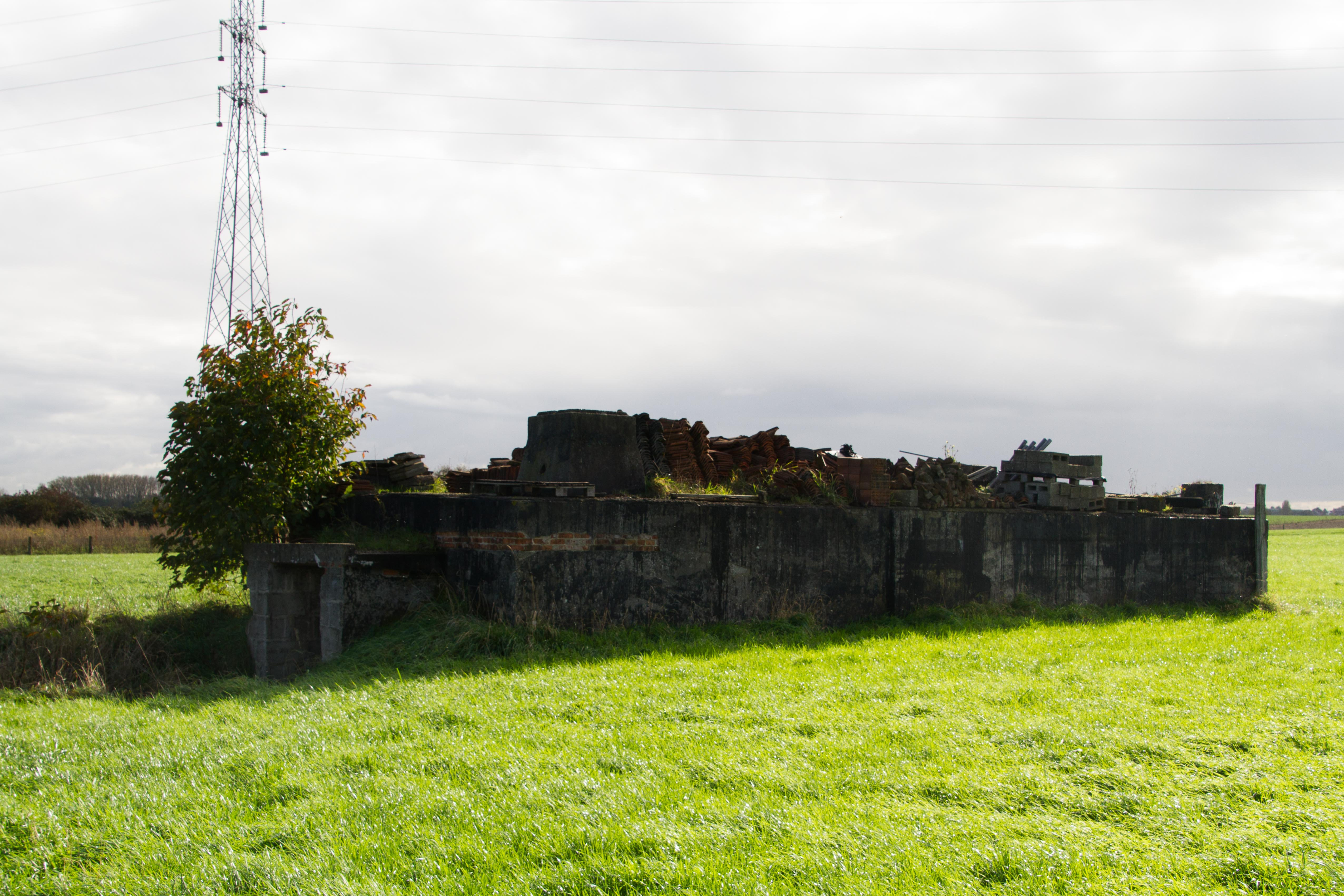
Gezicht op het nog resterende rechthoekige bunkergebouw.

De radarbasis Blindschleiche is een voormalige Duitse radarbasis op het grondgebied van de gemeente Ternat (Bieshoop). De basis had de codenaam Blindschleiche (Duits voor hazelworm). Hier was de 27.Flugmelde-Leit Kompagnie van de IV.Abteilung van het 211 Luftnachrichten-Regiment (Luftwaffe) gedurende vier jaar gestationeerd tijdens de Tweede Wereldoorlog.

## Beschrijving van de radarbasis

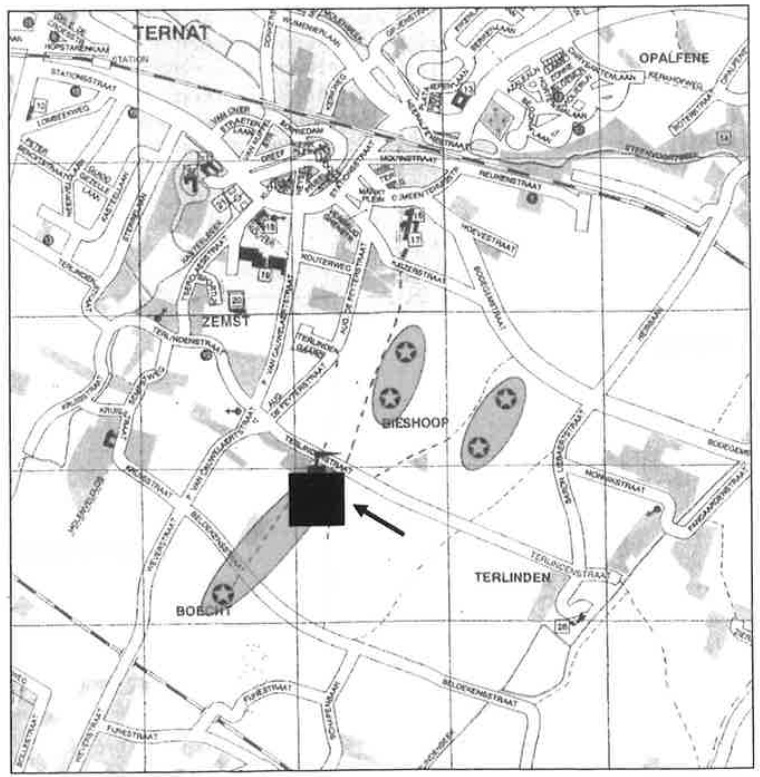
Inplanting van de radarbasis ter hoogte van de Terlindenstraat (Ternat) - Bieshoop met aanduiding van de Y-antennes.

Over de opbouw van het kamp is weinig informatie voorhanden. Op een luchtfoto van 1951 zijn er nog enkele structuren te herkennen. Het kamp ligt in een rechthoekig perceel ten noorden van de Terlindenstraat. Het centrale kamp bestond uit 3 woon-en werkblokken, opgebouwd uit zware grijze cementsteen en bedekt met betonnen daken van 30 cm dik. Aan de oostelijke zijde bevonden zich enkele bunkerachtige gebouwtjes van kleinere makelij. De daken werden aanvankelijk bedekt met camouflagenetten. Later werd hier een laag aarde van 20 cm aan toegevoegd die na verloop van tijd door een weelde van grassen en onkruid overwoekerd werd hetgeen bijdroeg aan de camouflage van de constructie in het landschap.
De nu nog steeds bestaande bunker is de enige authentieke bunker die het kamp rijk was. Hierin zat de pompinstallatie met bijhorende waterreservoirs. Binnenin is de bunker opgedeeld in een technische ruimte (vooraan) en 2 waterreservoirs (achteraan), waarin water werd opgespaard en van waaruit het vervolgens het hele centrale kamp werd rondgestuurd.
De noordzijde van het kamp bevindt zich ter hoogte van de Terlindenstraat en was afgesloten met een hoge draadomheining. Aan de oost-, zuid- en westgrenzen waren er verhoogde aarden wallen met elektrisch geladen prikkeldraad geïnstalleerd.
Hiernaast werden twee kolossale schotelantennes, zogenaamde Würzburg (radar) opgericht. De betonnen sokkels van deze waren begin jaren tachtig nog waar te nemen in het landschap.

## Functie van de site
Radarbasis Blindschleiche controleerde een uitgestrekte zone van het Belgische grondgebied, met name geheel Brabant met Brussel en het Leuvense als belangrijkste secties.
De site maakte deel uit van het radarnetwerk genaamd 'Himmelbet' (Hemelbed), en had als taak naderende vijandelijke vliegtuigen te detecteren en er accurate informatie (type, snelheid en positie) over in te winnen en door te zenden naar de 'Nachtjagd', zodat deze de Britse bommenwerpers kon intercepteren.
Op de 'Boecht', gelegen ten noorden van de nieuwe spoorlijn en ten zuiden van het Duitse kamp bevond zich een Y-peilantenne (Heinrich-antenne). Ten noorden van de Terlindenstraat bevonden zich eveneens twee antennes die met de site in contact stonden. Deze moesten de Duitse nachtjagers naar de vijandelijke bommenwerpers leiden. De Britten probeerden deze installaties te verstoren door op grote hoogte met aluminium beklede kartonnen snippers uit werpen, wat de radars kon verblinden (het zogenaamde systeem Windows).

## Geschiedenis
Het precieze tijdstip wanneer de Duitsers met de bouw van deze Luftwaffebasis zijn begonnen is vooralsnog niet te achterhalen bij gebrek aan archieven. Evident is het dat de zichtbare opbouw van de gehele basis in ten minste 2 stadia is gebeurd: tijdens een eerste fase werd het centrale gedeelte met de bunker, de stenen gebouwen en de houten barakken gebouwd. Vanaf midden 1943 werd de radar en antenne-infrastructuur ten noorden en ten zuiden ervan opgesteld.

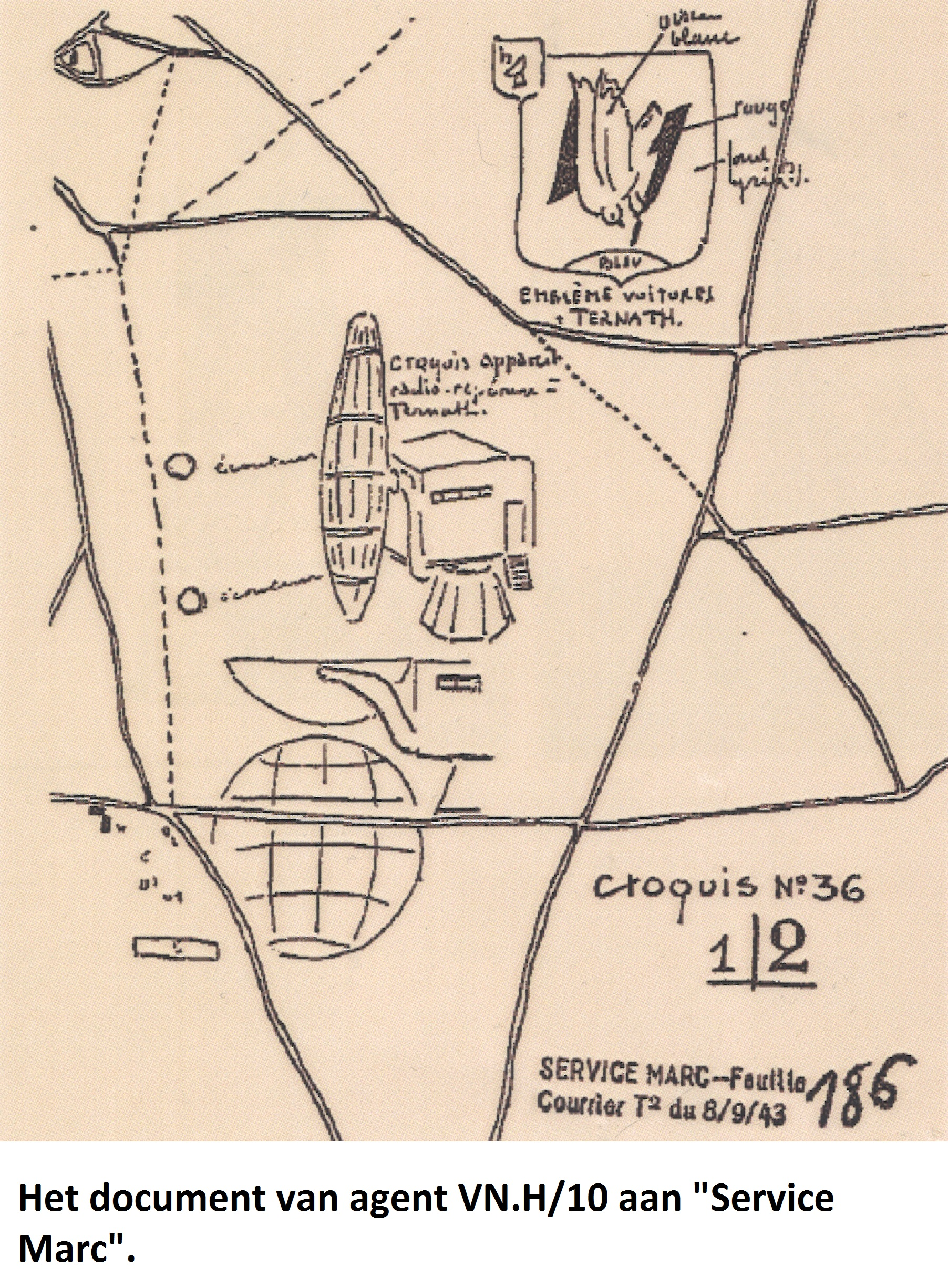
Schema van de radarbasis zoals deze op 8 juli 1943 ontvingen werd door de 'Service Marc' van agent VN.H/10.

De schotelantennes werden door Britse vliegtuigen gemitrailleerd op 25 mei 1944. Juist voor de bevrijding werden de schotelantennes opnieuw aangevallen door Britse jachtvliegtuigen en zwaar beschadigd. Ze werden daarna door de Duitsers ontmanteld. Bij de bevrijding in september 1944 werd het kamp en de installaties grotendeels vernield door de terugtrekkende Duitse soldaten. Wat er nog over bleef werd door de lokale bevolking geplunderd.

## Foto's

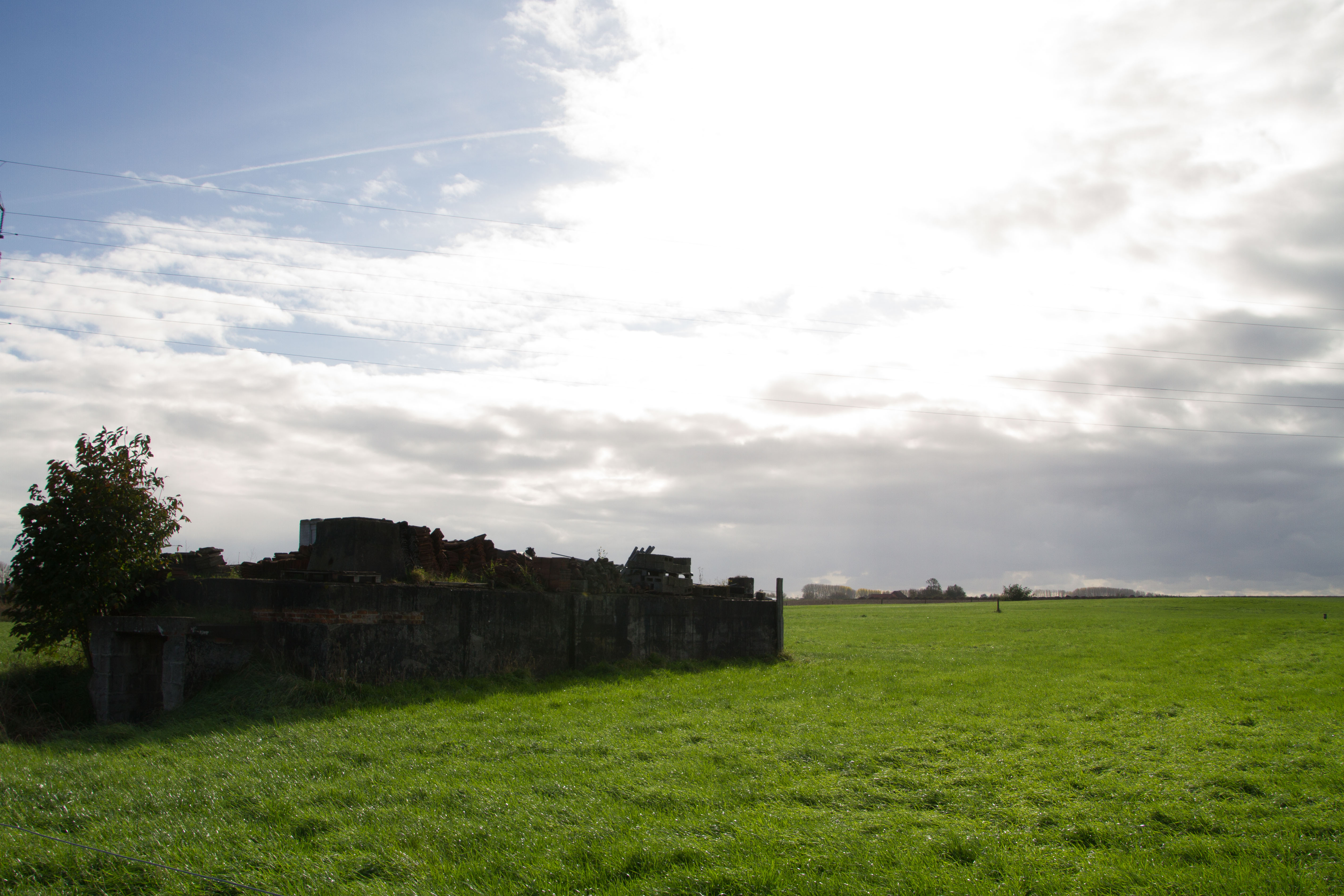
Gezicht op de resterende bunker zoals gezien vanaf de Terlindenstraat
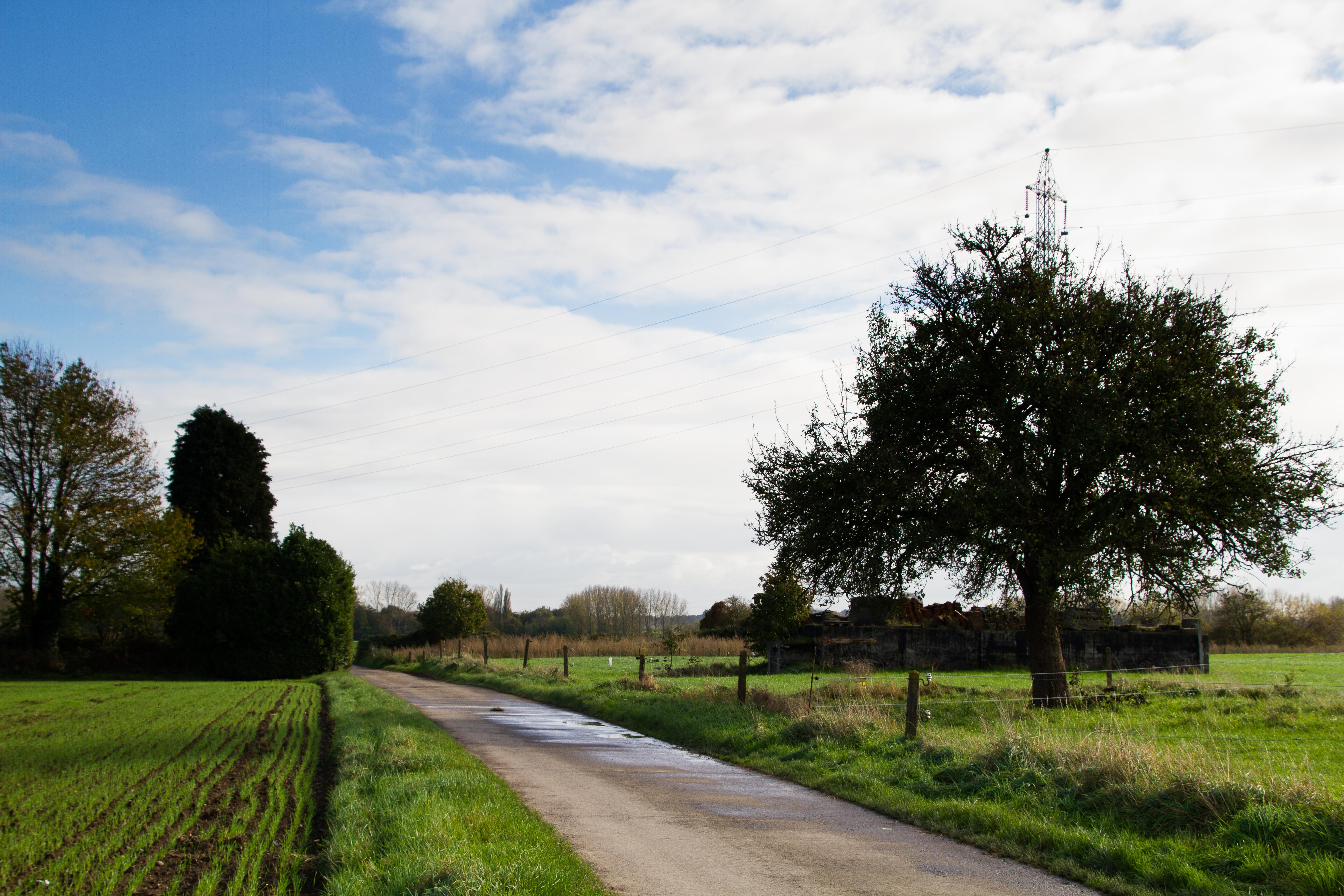
Ligging van de bunker ten opzichte van de Terlindenstraat
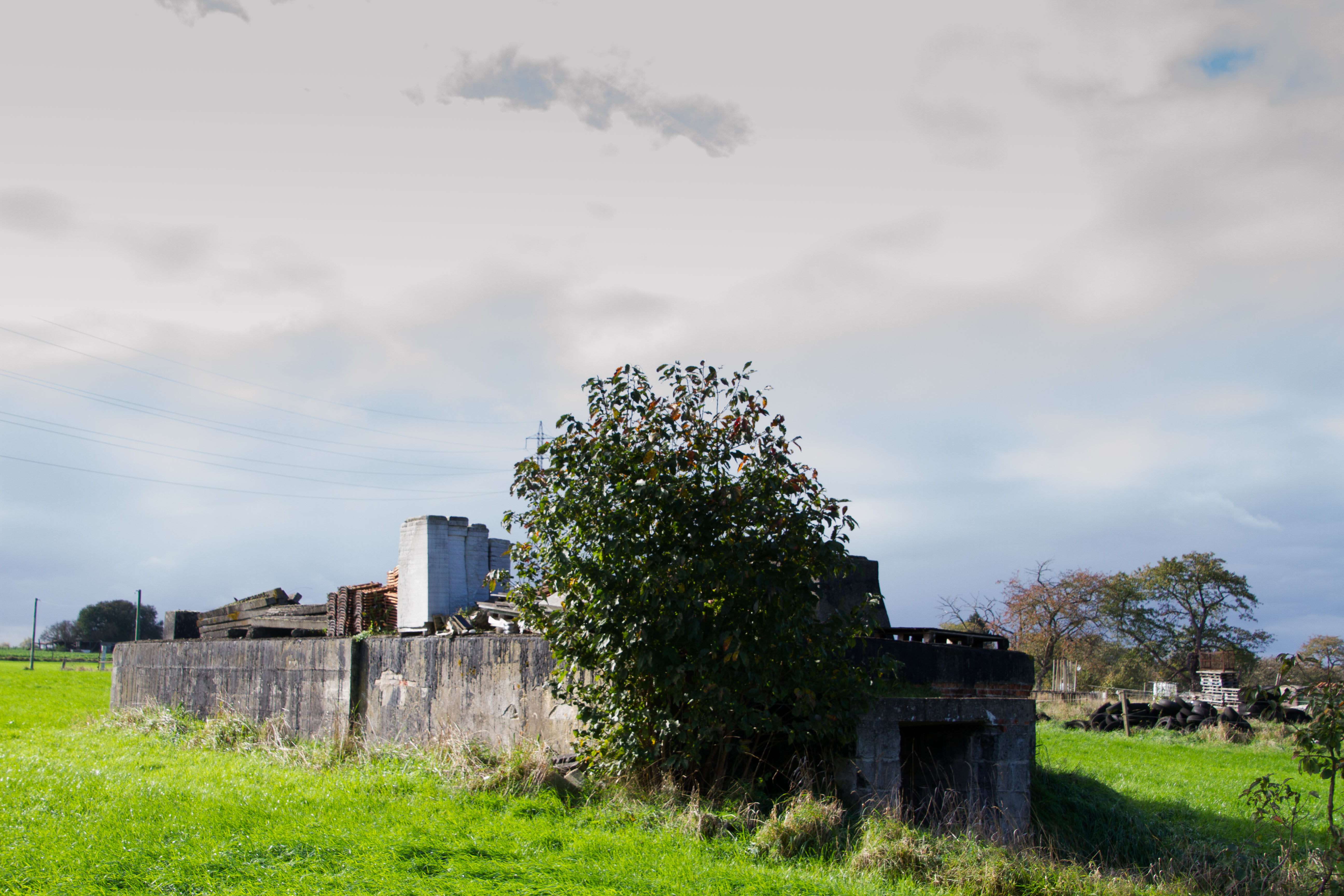
Gezicht op de resterende bunker
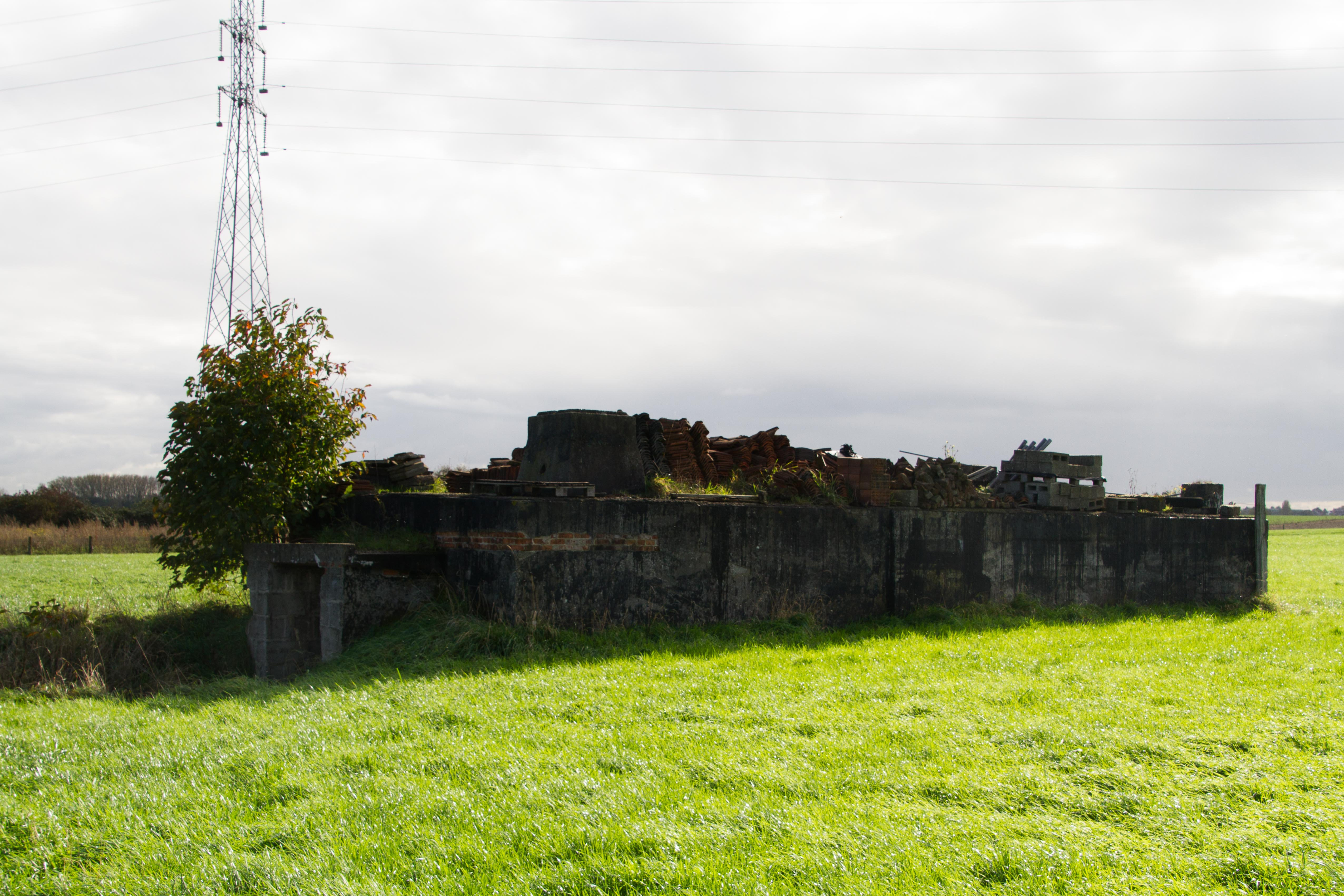
Gezicht op de resterende bunker zoals gezien vanaf de Terlindenstraat
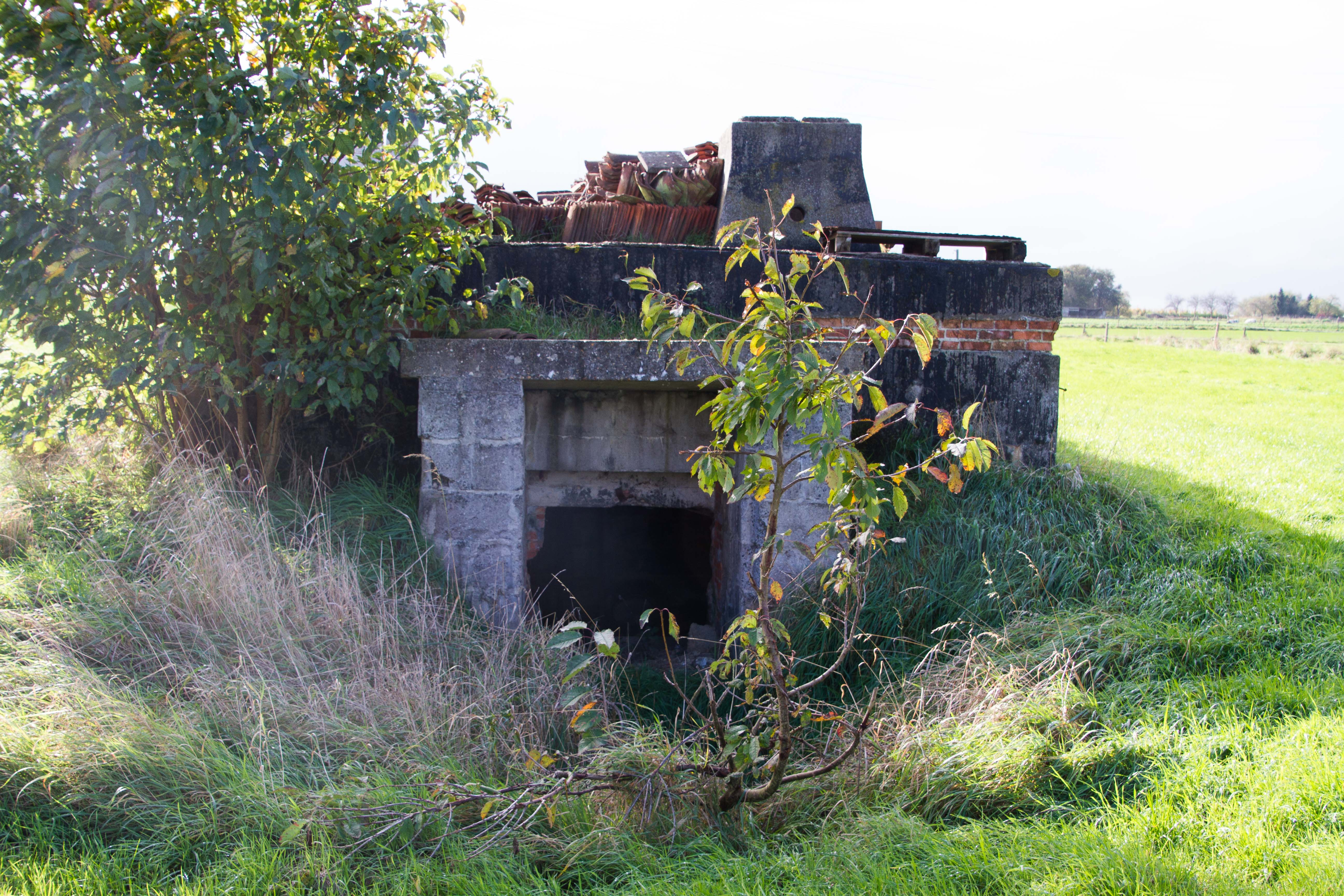
Ingang van de bunker
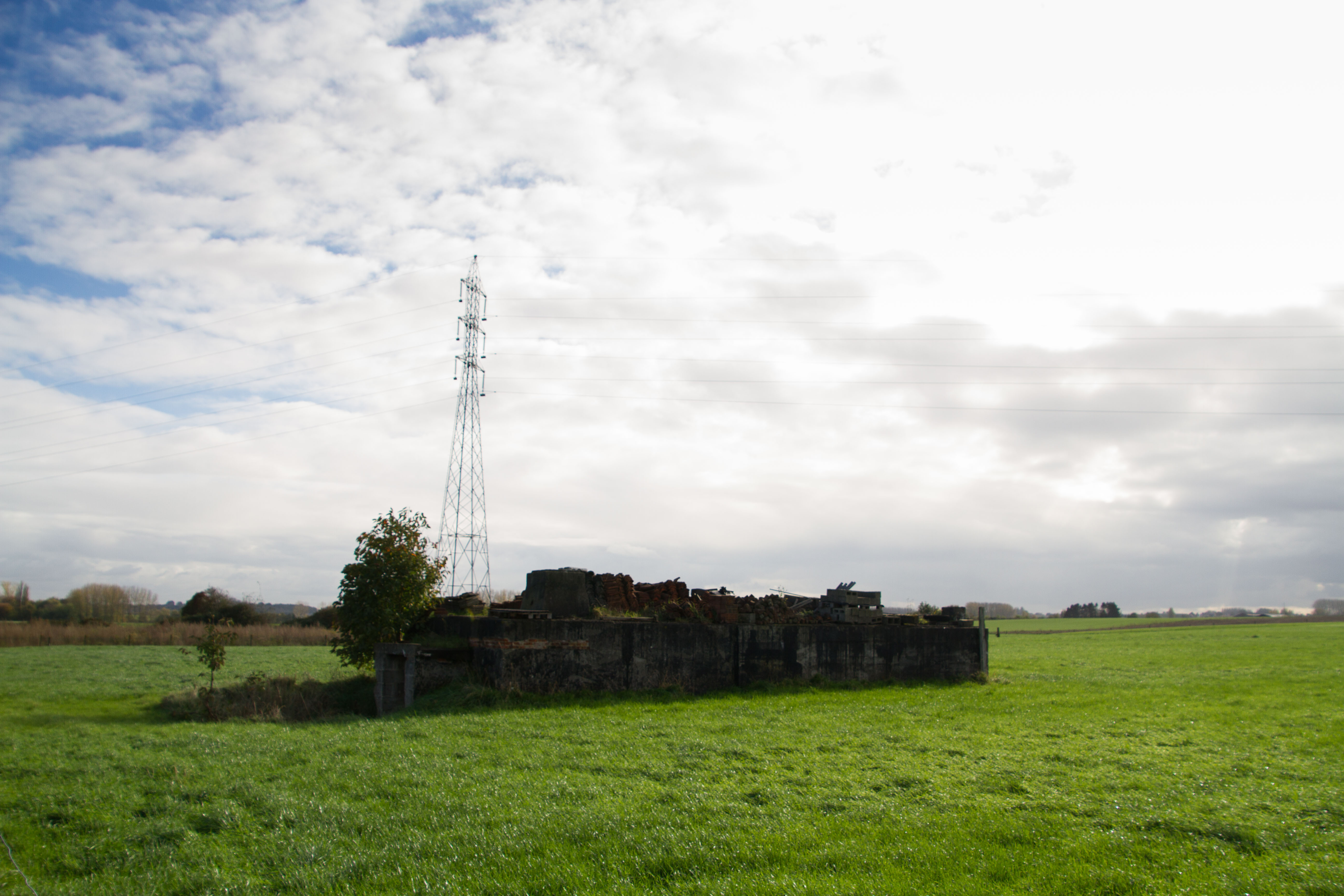
Gezicht op de resterende bunker in het landschap
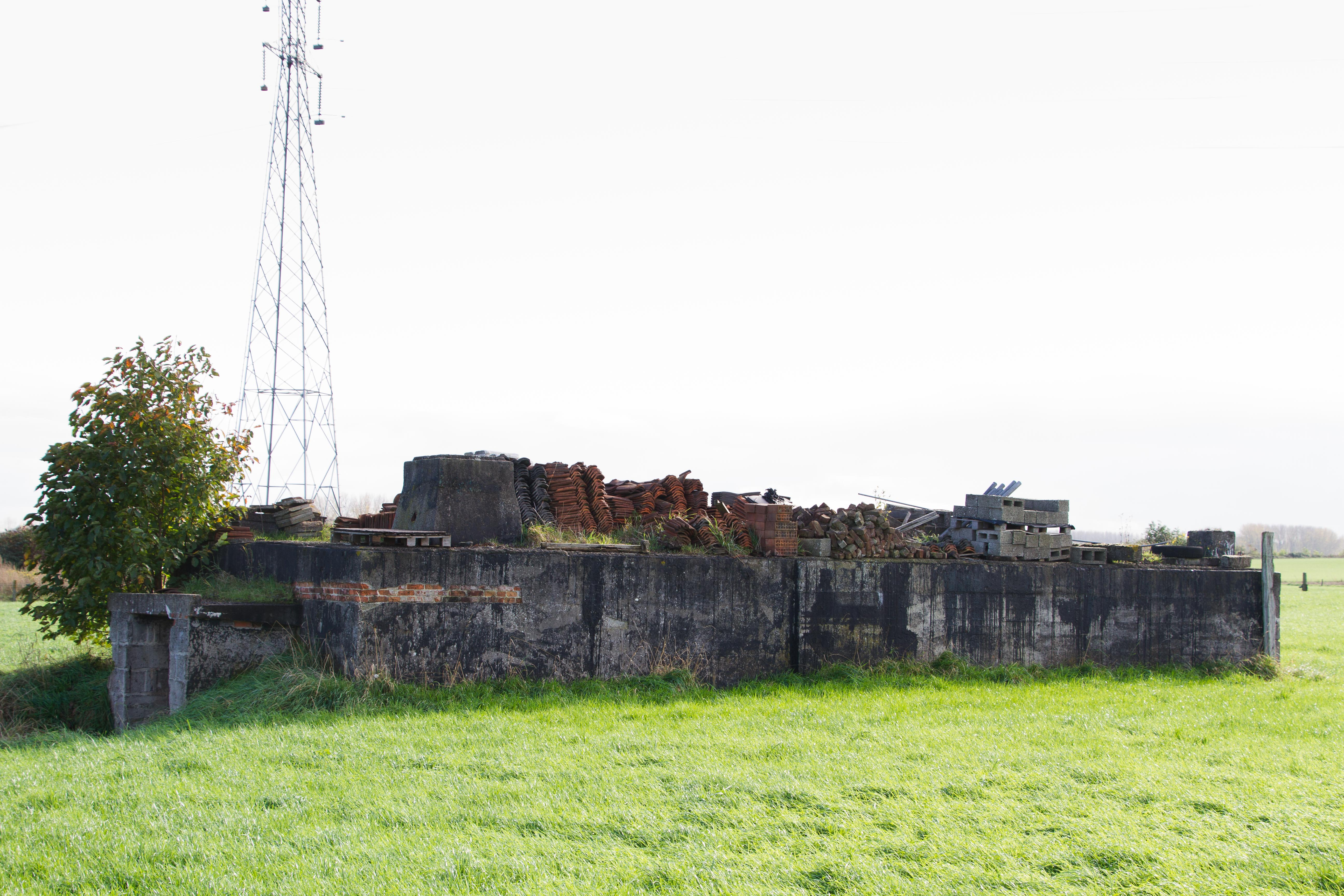
Gezicht op de resterende bunker zoals gezien vanaf de Terlindenstraat
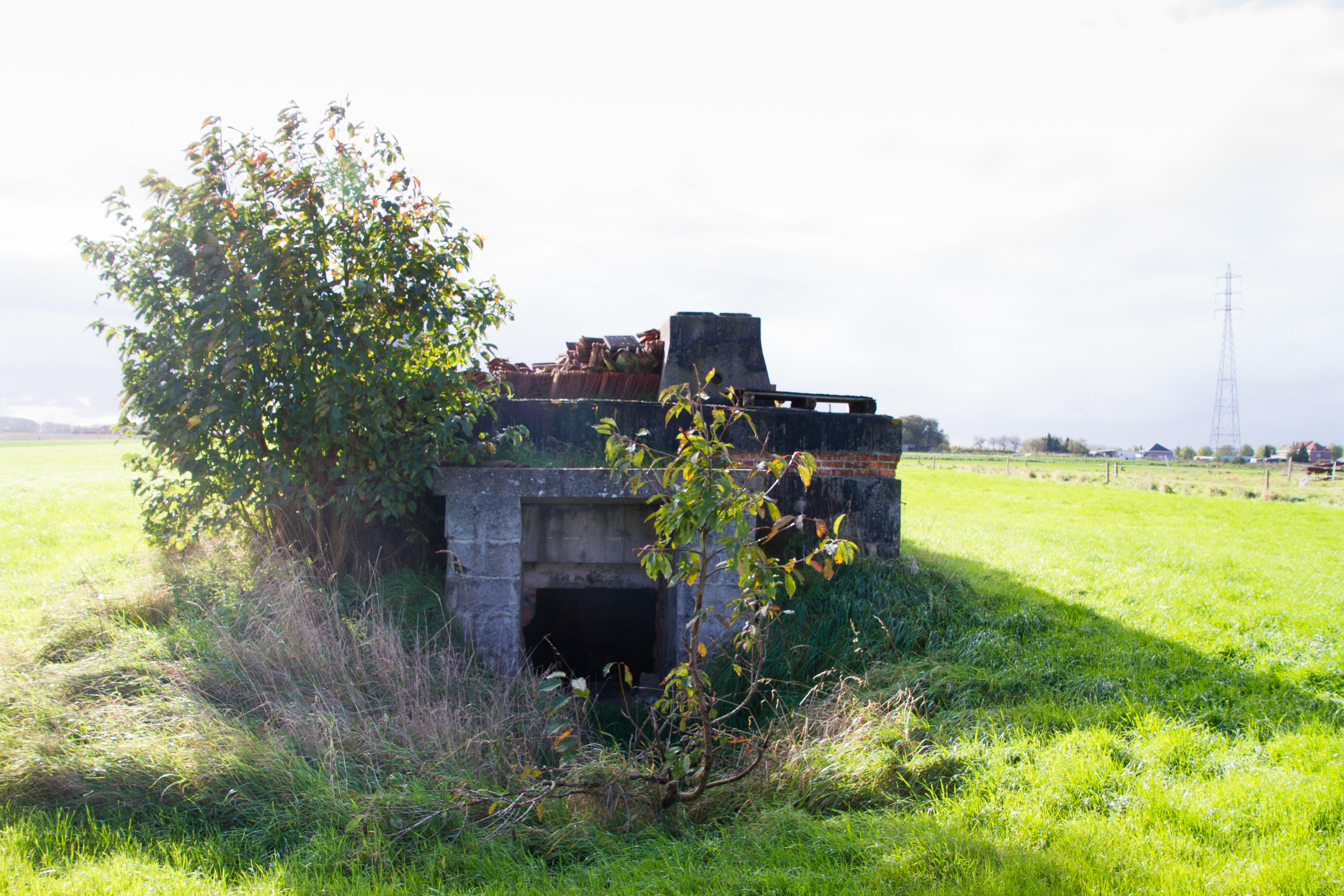
Ingang van de bunker
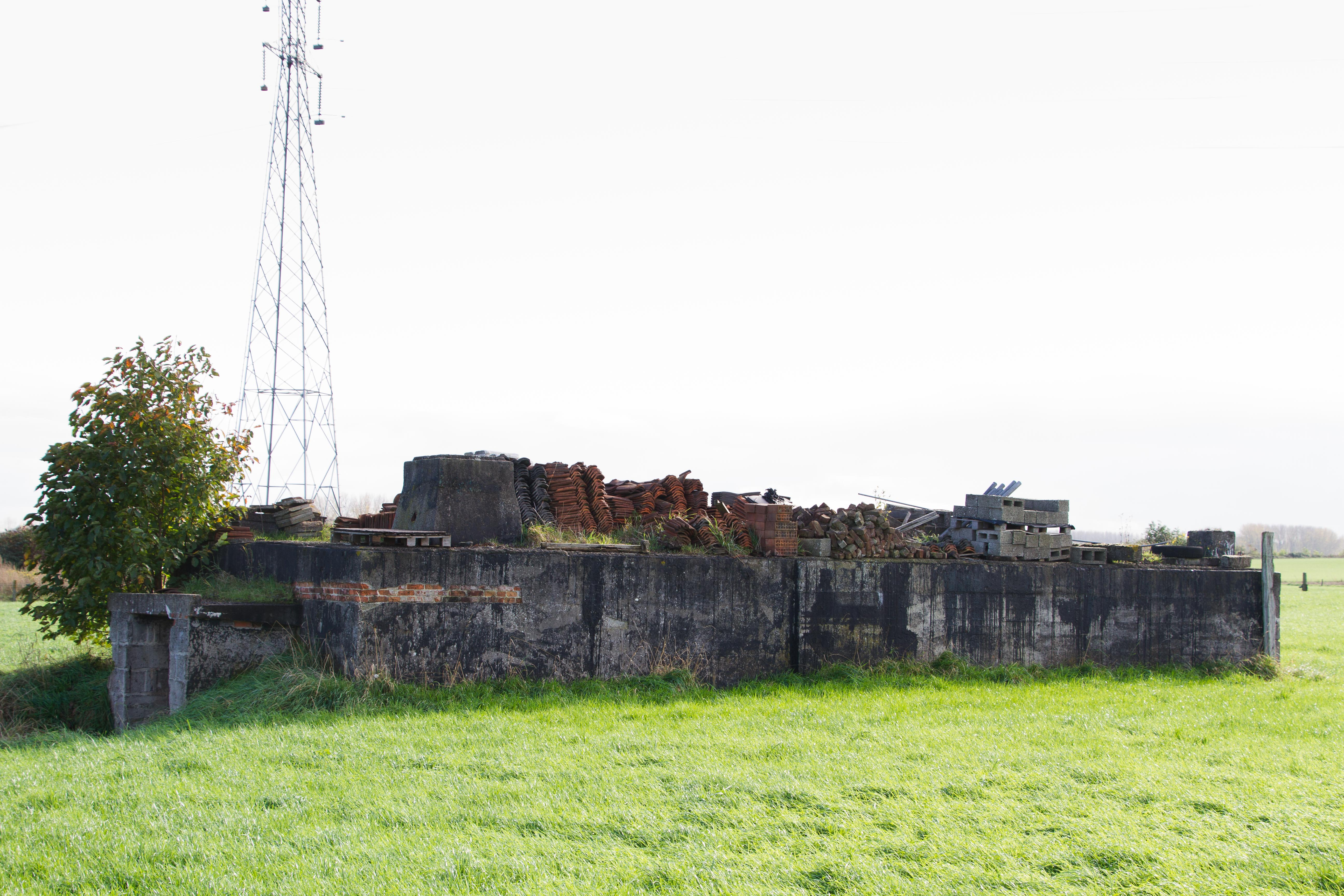
Gezicht op de resterende bunker zoals gezien vanaf de Terlindenstraat
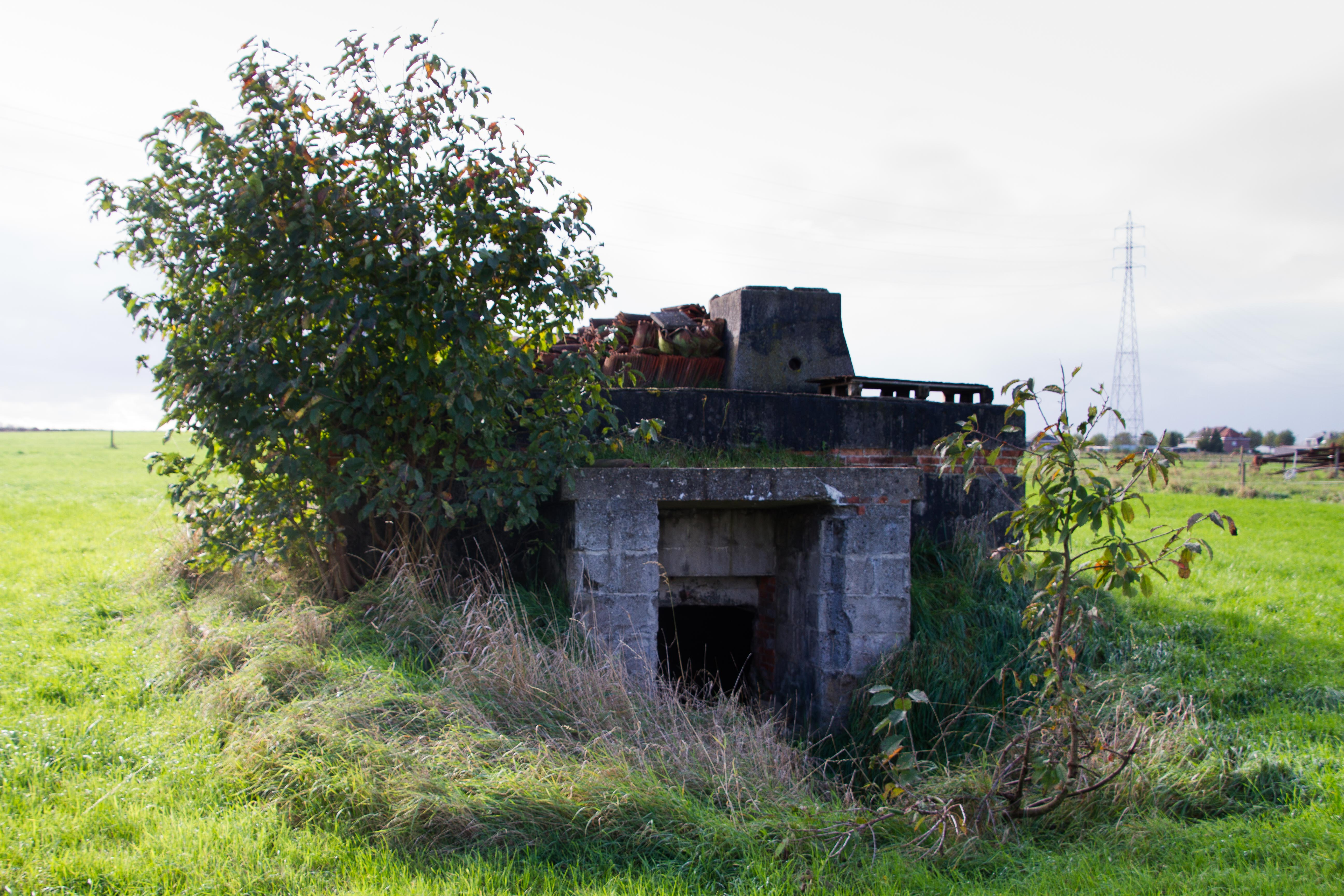
Ingang van de bunker
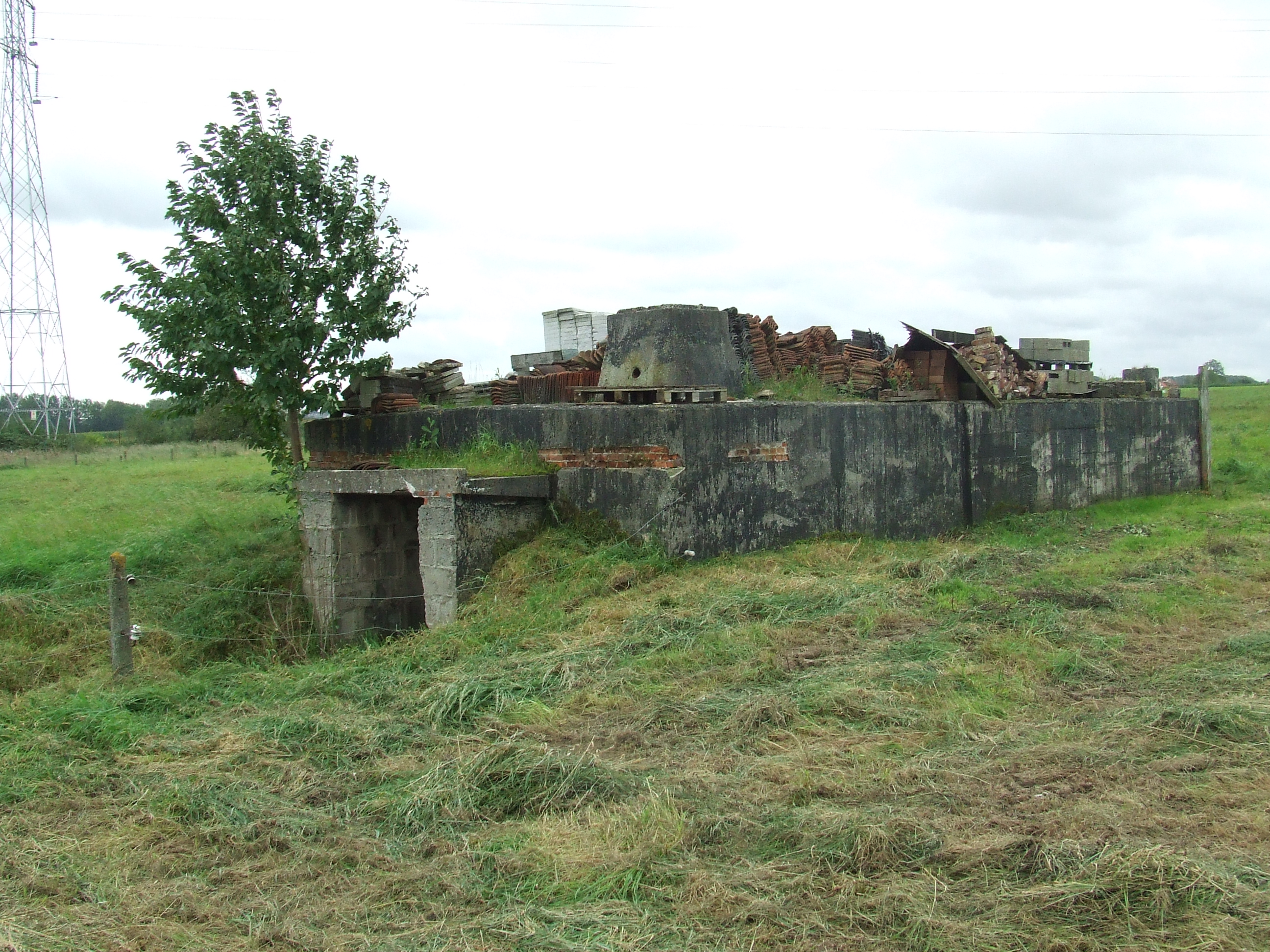
Gezicht op de bunker (2011)
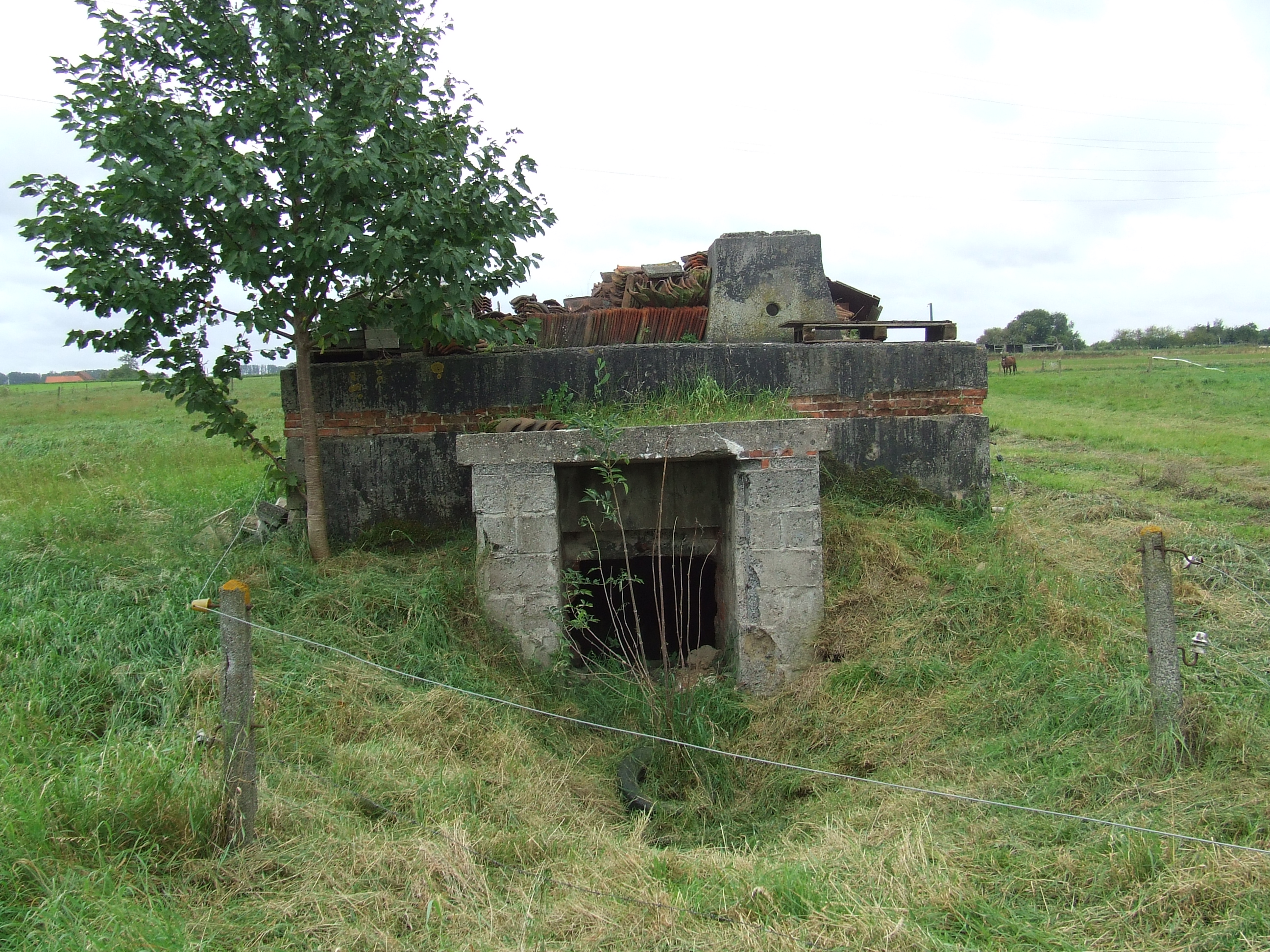
Ingang van de bunker (2011)
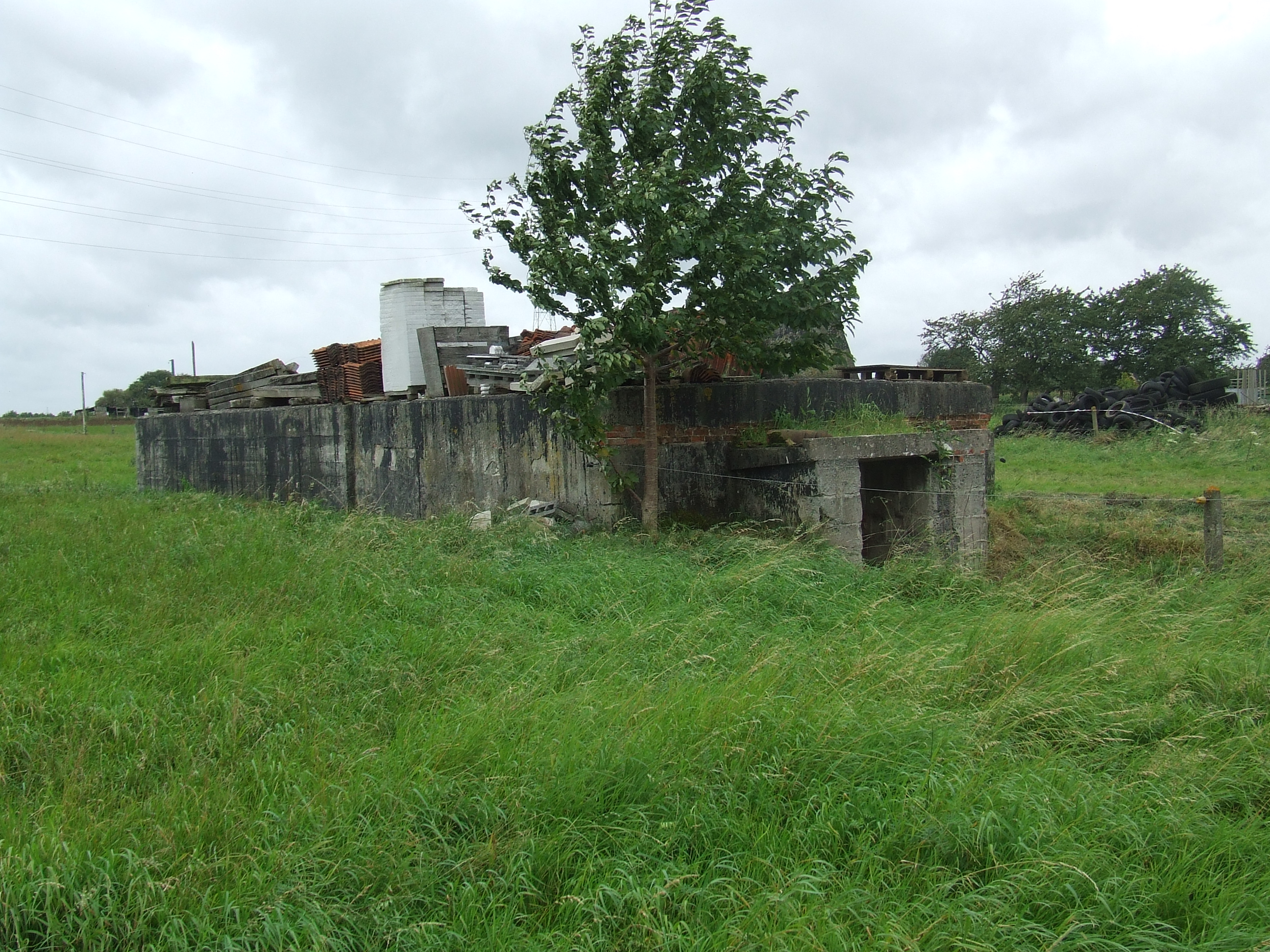
Algemeen gezicht op de bunker (2011)